# Памятная медаль «XXVII Всемирная летняя универсиада 2013 года в г. Казани»
Памятная медаль «XXVII Всемирная летняя универсиада 2013 года в г. Казани» — медаль учреждена 16 августа 2013 года Президентом Российской Федерации Владимиром Владимировичем Путиным.

## Положение о медали
Памятная медаль вручается гражданам и организациям за вклад в подготовку и проведение XXVII Всемирная летняя универсиада 2013 года в г. Казани.
Вручение медали производится от имени Президента Российской Федерации.
К медали прилагается грамота.
Порядок вручения медали определяется председателем оргкомитета универсиады.

## Описание
Медаль изготавливается из медно-никелевого сплава. Медаль круглая, диаметром 60 миллиметров.
Лицевая сторона:
Выходящая из нижней левой стороны медали по направлению к её верхней правой части фигура факелоносца. Все изображения, надписи и цифры рельефные.
По окружности размещена надписи:
- вверху слева — XXVII Всемирная летняя
- внизу справа — универсиада 2013 года в г. Казани
- внизу, под рукой факелоносца — от Президента Российской Федерации

Оборотная сторона:
- в центре — официальная эмблема и логотип игр
- по окружности — разомкнутые в верхней части оливковые ветви, между которыми пять частично наложенных друг на друга пятиконечных звёзд.